# Broglie
Broglie je naselje in občina v severnem francoskem departmaju Eure regije Zgornje Normandije. Naselje je leta 2008 imelo 1.115 prebivalcev.

## Geografija
Kraj leži v pokrajini Normandiji ob reki Charentonne, 52 km zahodno od Évreuxa.

## Uprava
Broglie je sedež istoimenskega kantona, v katerega so poleg njegove vključene še občine Capelle-les-Grands, Chamblac, La Chapelle-Gauthier, Ferrières-Saint-Hilaire, La Goulafrière, Grand-Camp, Mélicourt, Mesnil-Rousset, Montreuil-l'Argillé, Notre-Dame-du-Hamel, Saint-Agnan-de-Cernières, Saint-Aubin-du-Thenney, Saint-Denis-d'Augerons, Saint-Jean-du-Thenney, Saint-Laurent-du-Tencement, Saint-Pierre-de-Cernières, Saint-Quentin-des-Isles, La Trinité-de-Réville in Verneusses s 5.896 prebivalci.
Kanton Broglie je sestavni del okrožja Bernay.

## Zanimivosti
- romanska cerkev sv. Martina iz 11. stoletja,
- dolina rek Charentonne in Guiel, naravni rezervat.